# Hugo Hamilton af Hageby
Hugo Hamilton af Hageby, född 1655, död 1724, var en svensk friherre (Hamilton af Hageby), ämbetsman och militär.

## Biografi
Hamilton började sin bana i engelsk krigstjänst 1672 men kom 1680 till Sverige. År 1681 utnämndes han till fänrik, år 1698 till major, år 1703 till överstelöjtnant och, senare samma år, till överste för Smålands femmännings infanteriregemente. Regementet förlades till Malmö där man 1709 deltog i stadens försvar mot danskarna. Hamilton utmärkte sig 1710 i slaget vid Helsingborg och blev samma år generalmajor och chef för Jönköpings regemente men dömdes 1711 till döden efter ett slagsmål med överste Erik Gyllengrip på residenset i Malmö. Han benådades, fick betala böter och utnämndes 1711 till överkommendant och var viceguvernör i Göteborg 1711-1712. 1710–1716 var han åter regementschef för Smålands femmännings infanteriregemente.
I slutet av 1715 var han tänkt som befälhavare för den svenska hjälpkåren till den skotske pretendenten Jakob Edvard Stuart, men fälttåget blev inte av. Istället kommenderades Hamilton 1716 till det norska fälttåget och han utnämndes samma år till generallöjtnant och landshövding i Västernorrlands län. Hamilton deltog i förberedelserna för Carl Gustaf Armfeldts fälttåg 1718. År 1719–21 förde Hamilton befäl på Norrlandskusten men kunde ej hindra rysshärjningarna. Endast Gävle räddades genom den av Hamilton anlagda Fredriksskans. År 1719 blev Hamilton general och generalfälttygmästare. Han deltog i riksdagen 1723 i Gävle.
Han gifte sig 1687 med Anna Margareta Henriksdotter (1668–1722). De fick 14 barn.